# فيجاي سينغ (مخرج)
فيجاي سينغ (بالإنجليزية: Vijay Singh)‏ هو مخرج هندي، ولد في 16 فبراير 1952.

## وصلات خارجية
- فيجاي سينج على موقع IMDb (الإنجليزية)
- فيجاي سينج على موقع ألو سيني (الفرنسية)
- فيجاي سينج على موقع أول موفي (الإنجليزية)
- فيجاي سينج على موقع قاعدة بيانات الفيلم (الإنجليزية)
- فيجاي سينج على موقع كينوبويسك (الروسية)